# پلوتون (اسطوره)

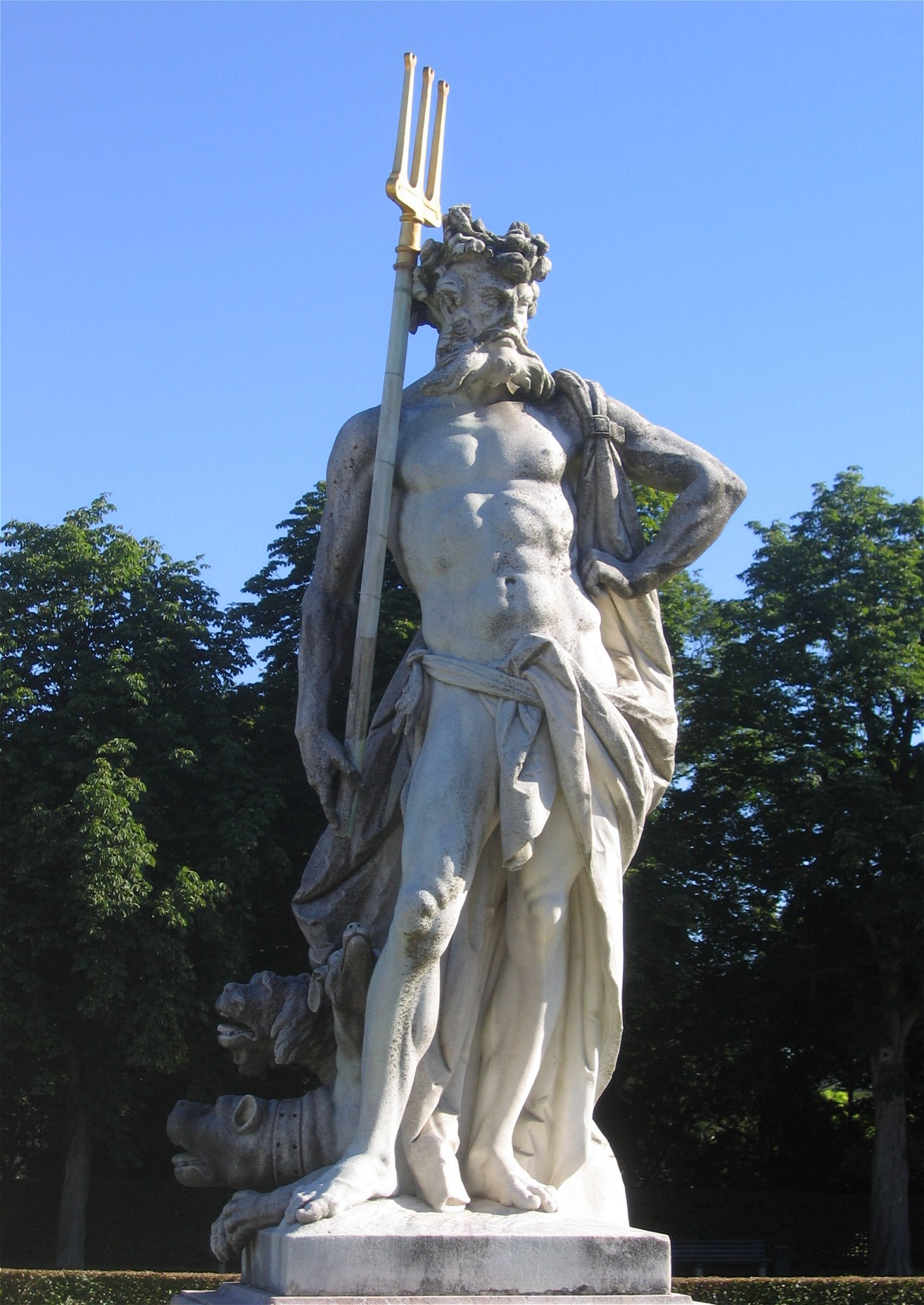
مجسمه ای از پلوتو

پلوتون، نام رومی ایزد جهان زیرین اساطیر یونان، هادس، است. فرمانروای عالم اموات یونانی بود. نام قبلی خدا هادس بود که بیشتر به عنوان نام خود دنیای زیرین رایج شد. پلوتون نمایانگر مفهوم مثبت تری از خدایی است که بر زندگی پس از مرگ ریاست دارد. ploutōn غالباً conflated با پلوتوس، خدای یونانی ثروت، زیرا ثروت مواد معدنی در زیر زمین یافت می‌شد، و زیرا به عنوان یک چتونیک خدا پلوتون بر زمین اعماق حاکم بود حاوی دانه‌های لازم برای برداشت پربار بود. نام «Ploutōn» با اسرار الئوسی به‌طور گسترده مورد استفاده قرار گرفت، که در آن پلوتون به عنوان فرمانروایی سختگیر و شوهری دوست داشتنی برای پرسفونه مورد احترام قرار گرفت. این زوج در زندگی پس از مرگ روح دریافت کردند و در کتیبه‌های مذهبی با هم خوانده می‌شوند که به ترتیب «پلوتون» و «کُره» نامیده می‌شوند. هادس، در مقابل، معابد و آداب مذهبی کمی با او مرتبط بود، و او به عنوان آدم‌ربایی تاریک و خشن پرسفون به تصویر کشیده شده‌است.
پلوتون و هادس در شخصیت متفاوت هستند، اما آنها چهره‌های متمایز نیستند و دو اسطوره غالب مشترک دارند. در کیهان‌شناسی یونانی، خدای فرمانروایی جهان اموات را در یک تقسیم سه جانبه از حاکمیت بر جهان دریافت کرد که برادرش زئوس بر آسمان و برادر دیگرش پوزئیدون بر دریا فرمانروایی می‌کردند. روایت اصلی او در اسطوره این است که پرسفونه را ربود تا همسرش و ملکه قلمروش شود. پلوتون به عنوان نام فرمانروای جهان اموات اولین بار در ادبیات یونانی دوره کلاسیک، در آثار نمایشنامه نویسان آتن و فیلسوف ظاهر شد. افلاطون، که منبع اصلی یونانی در مورد اهمیت آن است. تحت نام پلوتون، خدا در اسطوره‌های دیگر در نقش فرعی ظاهر می‌شود، بیشتر به عنوان دارنده یک شی جست و جو، و به ویژه در هبوط اورفئوس یا قهرمانان دیگر به عالم اموات.